# Golpe de Estado en Abu Dabi de 1966
El golpe de Estado en Abu Dabi en 1966 fue un golpe palaciego incruento ocurrido el 6 de agosto de 1966, en el cual el jeque Zayed bin Sultán Al Nahayan depuso a su hermano mayor, Shakhbut bin Sultán Al Nahayan, como gobernante del Emirato de Abu Dabi. El golpe en Abu Dabi contó con el apoyo militar directo del Reino Unido, que en ese momento ejercía un control colonial sobre la región como parte del protectorado de los Estados de la Tregua.

## Antecedentes
Durante los 200 años de gobierno de la dinastía Al Nahayan, el Emirato de Abu Dabi fue escenario de recurrentes conflictos sucesorios, incluidos golpes palaciegos, conspiraciones y asesinatos políticos. En 1928, el jeque Shakhbut bin Sultán Al Nahayan se convirtió en gobernante de Abu Dabi tras un golpe palaciego dirigido por el jeque Khalifa Al Nahayan, que resultó en el asesinato de su predecesor, el jeque Saqr bin Zayed Al Nahayan. Saqr, a su vez, había asumido el poder mediante un complot palaciego en 1926, que resultó en el asesinato del jeque Sultán bin Zayed Al Nahayan, tío de Shakhbut.
El jeque Shakhbut nombró a su hermano menor, el jeque Zayed bin Sultán Al Nahyan, como gobernador de la región de Al Ain. Zayed se destacó rápidamente por su firme oposición al islamismo político, especialmente al wahabismo, ya que el gobierno de Arabia Saudita mantenía una disputa territorial en Al-Am e intentaba difundir dicha doctrina entre la población local para afianzar su influencia.
Las autoridades británicas determinron en 1964 que el gobierno autocrático de Shakhbut en Abu Dabi, sumado al creciente influjo de trabajadores árabes considerados potencialmente panarabistas, convertía al emirato en un "blanco perfecto para actividades subversivas y revolucionarias". Este contexto coincidía con una ola revolucionaria en la Península Arábiga, marcada por la Rebelión de Dhofar en Omán, la Revolución de Adén en Yemen del Sur y la Revolución del 26 de Septiembre en Yemen del Norte. Para frenar la expansión del radicalismo y proteger sus intereses económicos en el Golfo, los británicos organizaron golpes de Estado en los años siguientes que reemplazaron líderes locales por aliados afines, como ocurrió en Sharjah en 1965 y Omán en 1970.
Al mismo tiempo, comenzaron a surgir voces dentro de Abu Dabi que cuestionaban el gobierno de Shakhbut. En 1964, Zayed se reunió en secreto con Hugh Boustead para argumentar que Shakhbut padecía una enfermedad mental que lo incapacitaba para gobernar. Boustead llegó a afirmar, por escrito, que Zayed lo había convencido de que su hermano estaba «literalmente loco». Lo más relevante es que Zayed promovió una mayor cooperación con los demás Estados de la Tregua y respaldó las iniciativas británicas para unificar los jeques bajo un mismo Estado, lo que daría origen a los Emiratos Árabes Unidos. En marcado contraste, Shakhbut no solo rechazaba categóricamente cualquier forma de unión política, sino que incluso se oponía a la cooperación básica con los demás Estados Truciales. Paradójicamente, cuando se convocaban reuniones pan-Truciales, Shakhbut era el único jeque que no asistía personalmente, enviando siempre a Zayed como su representante oficial.

## Golpe
Una vez garantizado que Zayed asumiría el poder inmediatamente, H. G. Balfour-Paul organizó un golpe palaciego incruento el 6 de agosto de 1966 para reemplazar a Shakhbut con Zayed. Los detalles exactos del golpe siguen siendo desconocidos, ya que la mayoría de los documentos relacionados permanecen clasificados debido a la participación directa del gobierno británico. Sin embargo, se sabe que en la noche del 4 de agosto de 1966, Balfour-Paul recibió una comunicación del Foreign Office indicando que el consejo de la familia Al Nahayan buscaría deponer a Shakhbut y contaría con apoyo británico. El Foreign Office señaló que la carta fue firmada por "ambas personas requeridas" para autorizar el uso directo de personal británico, aunque no especificó quiénes eran dichas personas. Zayed avanzó hacia el palacio real con el respaldo de los Trucial Oman Scouts y obligó a su hermano a abdicar en su favor. Shakhbut partió luego al exilio en Baréin.

## Consecuencias
Shakhbut partió al exilio; sin embargo, tras una breve ausencia, fue invitado a regresar a Abu Dabi por Zayed, y ambos mantuvieron su amistad. En un comunicado oficial sobre el golpe de Estado, el gobierno británico argumentó que Shakhbut "no lograba establecer una administración eficiente, carecía de capacidad de gobierno y no utilizaba la riqueza del Estado en beneficio del pueblo. Zayed depositó rápidamente la mayor parte de la riqueza de Abu Dabi en el Banco Británico del Medio Oriente y transformó la ciudad en una metrópolis moderna en poco tiempo. Posteriormente, asumiría también la presidencia de los Emiratos Árabes Unidos.